# Ophrynia juguma
Ophrynia juguma är en spindelart som beskrevs av Nikolaj Scharff 1990. Ophrynia juguma ingår i släktet Ophrynia och familjen täckvävarspindlar.
Artens utbredningsområde är Tanzania. Inga underarter finns listade i Catalogue of Life.